# Graptodytes fractus
Graptodytes fractus är en skalbaggsart som först beskrevs av Sharp 1882.  Graptodytes fractus ingår i släktet Graptodytes och familjen dykare. Inga underarter finns listade i Catalogue of Life.